# Art Metrano
Arthur „Art” Metrano (Brooklyn, New York, 1936. szeptember 22. – Aventura, Florida, 2021. szeptember 8.) amerikai színész.

## Életútja
A 70-es években gyakran szerepelt a The Tonight Show műsorában Jay Lenóval. Egyik jelenetét, az ugráló hüvelyujjat, az 1990-es években a Family Guy című rajzfilmben (Stiwie Griffin: The Untold Story c. epizódban) leutánozták, amiért beperelte az azt készítő céget. Egyik jelentősebb szerepe a karrierista Mauser hadnagy/kapitány/parancsnok volt a Rendőrakadémia 2. és Rendőrakadémia 3. című vígjátékokban. Később egy egyszemélyes show-műsorával turnézott, mely címe: A zsidók nem lógnak a létrán… egy balesetes komédia, ami segített felállítani egy több mint 175 000 dolláros alapot, amely azon dolgozik, hogy tolószékeket és hasonló segédeszközöket juttasson a sérülteknek.

## Magánélete
1972-ben kötött házasságot Jessica Metranóval. Négy gyerekük született. 1989. szeptember 17-én otthonában leesett egy létráról és gerincsérülést szenvedett. Bár képes volt valamennyire járni, általában kerekesszékkel közlekedett.